# Château de Réquistat
Ne doit pas être confondu avec le château de Réquista dans l'Aveyron.
Le château de Réquistat est un ancien fief avec château qui se trouve sur la commune de Jabrun dans le Cantal.

## Descriptions
Réquistat était d'abord un ancien prieuré, situé dans la montagne, loin du bourg de Jabrun. La paroisse, conservée en 1803, n'avait pas été érigée en commune, mais rattachée comme succursale à celle de Jabrun. Son église, qui était ancienne, a été reconstruite en 1823.
Réquistat était aussi un château considérable, anciennement connu sous le nom de castrum vallatus et dont les ruines occupaient au début du XIXe siècle une circonférence de plus de 120 mètres. Il comportait "des tours rondes, de meurtrières, de tourelles, et de cul de lampes appuyés au corps de logis et au donjon.".
Un nouveau château a été reconstruit depuis.

## Histoire

### Famille de Beaumont
Le fort, appelé Castelvallatus, était ruiné depuis longtemps, mais il existait un nouveau château habité en 1406 par Pons de Beaumont, seigneur de Beaumont en Vivarais.

### Famille d'Estaing
En 1532, le fief de Réquistat appartient à 
- François d'Estaing, seigneur de Murol (63), puis à son fils :
- Jean d'Estaing, vicomte d'Estaing, seigneur de Murol, Val (63), Cheylade (15).

Personne n'habite l'ancienne forteresse qui est à l'abandon et tombe en ruine.
Le château qui subsiste actuellement a été construit à cette époque, en englobant des parties plus anciennes comme la porte d'entrée à tympan de la tour escalier qui n'est pas postérieure au XVe siècle.

### Famille Boyer de Sainte-Geneviève
En 1590, un arrêt du parlement attribue les châteaux et fief de Réquistat à François Bourses (sans doute Bouyer) de Sainte-Geneviève, qui habitait non loin de Jabrun, au château de Montamat, à Chaudes-Aigues (15).

### La famille Paulet habite le château
- Dans la première moitié du XVIIe siècle, le château est possédé et habité par Antoine Paulet, marié à Hélis Valette, puis par leur fille :

- Suzanne Paulet, qui épouse (en 1647) de Joachim Destaing. Celui-ci se dit seigneur d'Estaing, et il est condamné en 1666 pour usurpation de noblese. Ils ont onze enfants, dont :

- Guillaume Joseph Desteing (1648-1711), se disant seigneur de Réquistat, condamné à son tour le 5 mai 1667 pour usurpation[2], ses descendants doivent quitter le nom d'Estaing et prendre celui de Boissières. Ils ont dix enfants, dont:
- Joachim Desteing (Réquistat 1782 - Murol 1750), sieur de Boissières, marié en 1709 à Marguerite Saignet, qui lui donne sept enfants tous baptisés sous le nom de Boissières, dont:
- Jean de Boissières marié en 1737 à Elisabeth Béral, il achète la seigneurie de Réquistat à la famille de Montboissiers-Canillac, et la revend en 1743.

### Famille d'Estaing
- Jean d'Estaing (+1684), seigneur du Sailhant à  Andelat (15), qui a eu plusieurs enfants, redevient seigneur de Réquistat en 1669, et une de ses filles en hérite :
- Marie-Claire d'Estaing, mariée le 15 juin 1672 au château de Ravel avec Jean-Gaspard de Montboissier, seigneur de Dienne, qui laisse pour héritier son fils.

### Famille de Montboissier-Beaufort-Canillac
- Philippe-Claude de Montboissier (1674-1765) (Cunlhat 1674 - 1765), lieutenant des armées du roi, seigneur de Réquistat, qui le vendit à :

### Famille de Boissières, olim Destaing
- Pierre de Boissière, fils de Joachim Destaing et de Anne Chassaing, qui le revendit en 1743, à :

### Derniers propriétaires jusqu'aux Tassy de Montluc
- Jean Burin des Roziers, seigneur du Buisson, paroisse de Saint-Babel, marié en 1736 à Elisabeth Béral, qui le revendit le 18 septembre 1751 à :
- Pierre de Tassy de Montluc (Saint-Flour 1721 - 1796), fils de Jean-François, et Jeanne Chalvet de Rochemonteix, subdélégué de l'Intendant d'Auvergne. Cette famille en conserve encore la propriété.